# Rhomaleosaurus
Rhomaleosaurus (nombre que significa "lagarto fuerte") es un género extinto de pliosauroide romaleosáurido, que vivió en el Jurásico Inferior (Toarciano, entre hace 183 a 175.6 millones de años), conocido de Northamptonshire y de Yorkshire, en el Reino Unido. Podía llegar a medir cerca de los 7 metros de largo. Era un reptil marino carnívoro. Como otros pliosaurios, Rhomaleosaurus se alimentaba de ictiosaurios, ammonites y otros plesiosaurios.

## Especies

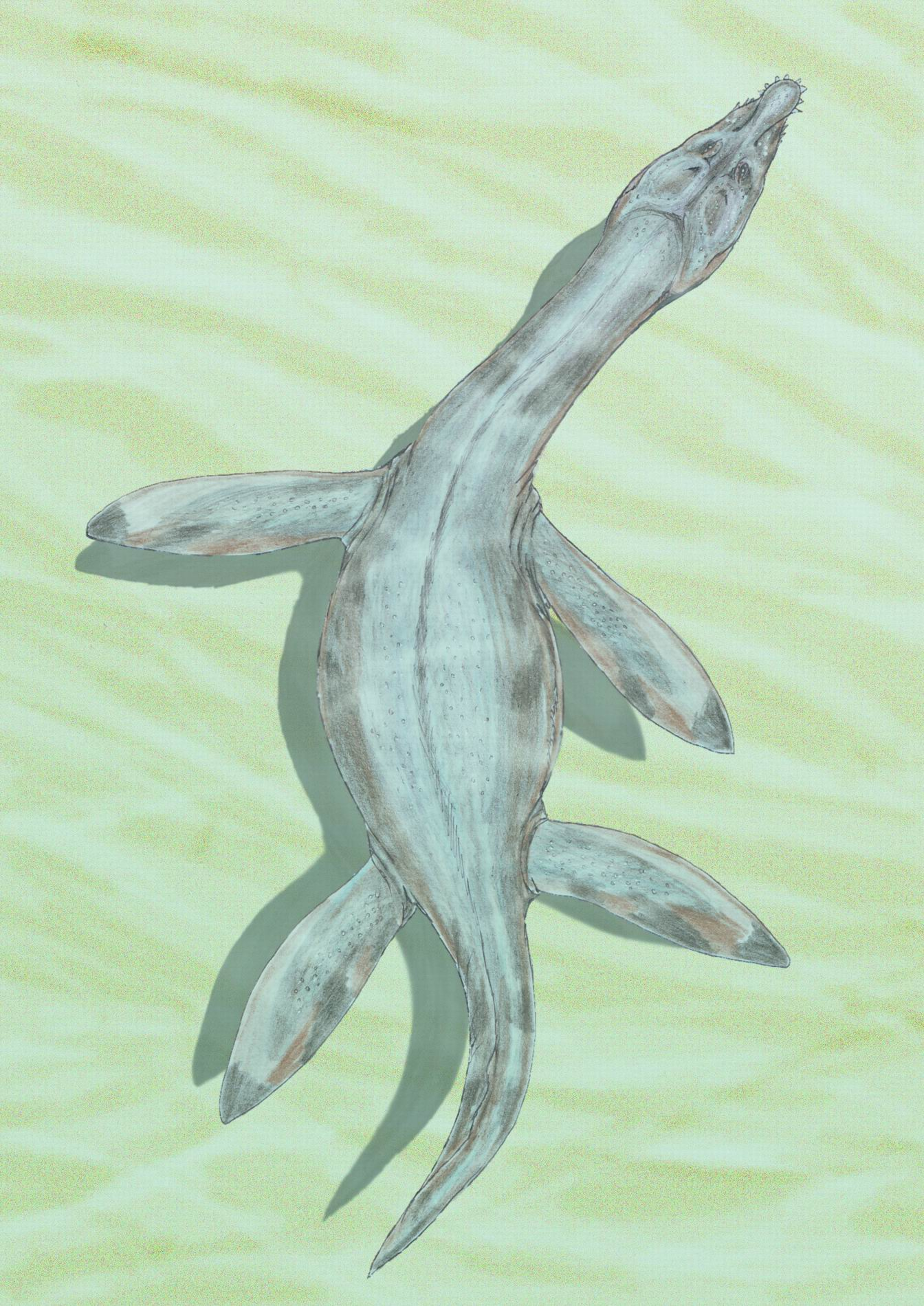
Rhomaleosaurus cramptoni

### R. cramptoni
En julio de 1848, el fósil de un plesiosaurio grande fue desenterrado en la cantera Alum en Kettleness, cerca de Whitby, en Yorkshire, Inglaterra. Fue recolectado de la zona del ammonite A. bifrons de la Formación Whitby Mudstone, que data de principios del Toarciano, entre 183 a 180 millones de años. El esqueleto completo, que preserva el cráneo, NMING F8785, fue guardado por cinco años en el Castillo Mulgrav, el cual por entonces era propiedad del Marqués de Normanby. En 1853, el marqués presentó el interesante hallazgo al eminente cirujano y anatomista irlandés, Sir Philip Crampton. Ese mismo año, Crampton transfirió el fósil a Dublín para ser exhibido como pieza central en el encuentro anual de la Asociación Británica de 1853. La Sociedad zoológica de Irlanda construyó un edificio especialmente diseñado para alojar al enorme reptil. Después de una década, el espécimen aún sin descripción oficial fue trasladado al museo de la Sociedad Real de Dublín y fue oficialmente descrito por Alexander Carte y W. H. Bailey como una nueva especie de Plesiosaurus. Carte y Bailey nombraron a la especie Plesiosaurus cramptoni por el científico irlandés Sir Philip Crampton. En 1874, el geólogo británico Harry G. Seeley, basándose en este hallazgo, el cual es ahora conocido como el holotipo de la familia Rhomaleosauridae, lo reconoció como un género distinto y estableció la nueva denominación de Rhomaleosaurus. Sólo hasta 2006 el cráneo de este espécimen fue descrito fue finalmente preparado y permitió así un reestudio del género.
Rhomaleosaurus propinquus, conocido por el holotipo WM 852.S, un esqueleto casi completo que preserva el cráneo, expuesto en vista dorsal. Fue recolectado de la zona de ammonites A. serpentines, en la Formación Whitby Mudstone, datando de mediados del Toarciano, entre hace 180-177 millones de años. R. propinquus fue nombrado originalmente por Tate y Blake en 1876 como una nueva especie de Plesiosaurus. Watson (1910) lo redescribió como una especie de Rhomaleosaurus. Adam S. Smith (2007), en su tesis sobre la anatomía y clasificación de la familia Rhomaleosauridae, sugirió que R. propinquus, es un sinónimo de Rhomaleosaurus zetlandicus.

### R. thorntoni
R. thorntoni es conocido a partir del holotipo BMNH R4853, un esqueleto parcialmente completo preservado en tres dimensiones que incluye la mayor parte del cráneo y las mandíbulas. Fue recuperado de Kingsthorp en Northamptonshire, datando de la etapa del Toarciano. A la fecha es el único romaleosáurido británico descubierto lejos de la costa de Yorkshire. R. thorntoni fue nombrado originalmente por Andrews en 1922 y más tarde revisado por Cruickshank (1996) como un sinónimo más moderno de R. cramptoni, junto a R. zetlandicus. Adam S. Smith (2007) y Smith y Gareth J. Dyke (2008) consideró a esta especie como válida.

### R. zetlandicus

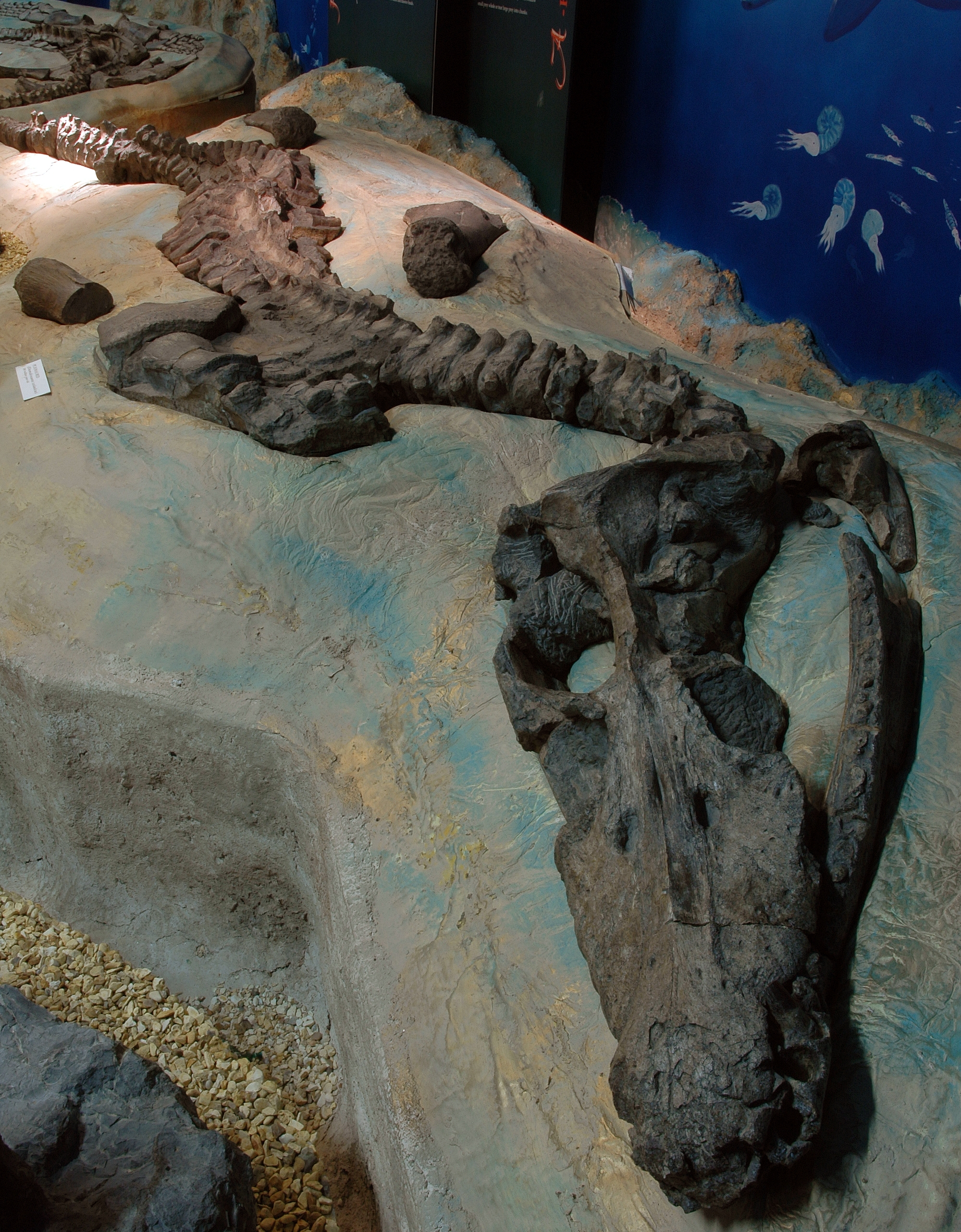
Holotipo de R. zetlandicus en el Museo de Yorkshire.

R. zetlandicus es conocido del holotipo YORYM G503, un cráneo casi completo y la columna vertebral en asociación con partes de sus extremidades. Fue recolectado del Esquisto Alum de la Formación Whitby Mudstone, en Yorkshire, datando de la etapa del Toarciano. R. thorntoni fue nombrado por Phillips en 1854 y su cráneo fue descrito en detalle por Taylor (1992). Más tarde fue revisado por Cruickshank (1996) como un sinónimo más moderno de R. cramptoni, junto a R. thorntoni. Adam S. Smith (2007) y Smith y Gareth J. Dyke (2008) consideraron a esta especie válida.

### Otras especies
A través de los años, varios especies han sido referidas a Rhomaleosaurus. Sin embargo, de acuerdo a Smith (2007), en su tesis sobre la anatomía y clasificación de la familia Rhomaleosauridae, el género Rhomaleosaurus sólo abarca tres especies válidas: R. cramptoni, R. thorntoni y R. zetlandicus. Smith y Dyke (2008) también reconocieron a R. propinquus como válida. Otras especies que previamente fueron clasificadas en este género fueron: R. megacephalus y R. victor. Smith (2007) y Smith y Dyke (2008) señalaron que estas especies no pertenecían a Rhomaleosaurus, y R. megacephalus es referido a Eurycleidus (o a un nuevo género según Smith y Dyke (2008)) mientras que R. victor representa un nuevo género llamado Meyerasaurus por Smith y Vincent en 2010. Análisis cladísticos realizados por Ketchum & Benson, 2010, Benson et al., 2011 y Ketchum & Benson, 2011 encontraron que R. megacephalus era basal respecto al clado que contiene a Rhomaleosaurus y a Eurycleidus, por lo tanto merecía ser situado en su propio género (el cual aún no ha sido nombrado), como ya habían sugerido Smith y Dyke (2008).

#### Confusión conThaumatosaurus
El nombre Thaumatosaurus, que significa 'reptil maravilloso', pertenecía a un género de plesiosaurio que fue descrito por el paleontólogo Christian Erich Hermann von Meyer, en 1841. Meyer describió la especie Thaumatosaurus oolithicus basándose en un cráneo parcial y restos vertebrales y de las extremidades, que hallado en el Esquisto de Posidonia de Holzmaden, Baden-Württemberg, en Alemania. En 1856, Meyer publicó una descripción completa de Thaumatosaurus y más tarde proveyó ilustraciones del espécimen. Richard Lydekker (1889) consideró a Rhomaleosaurus como sinónimo de Thaumatosaurus debido a que Richard Lydekker
y Harry G. Seeley "se negaron rotundamente a reconocer los nombres genéricos y de especie propuestos por el otro". Lydekker refirió continuamente el nombre Thaumatosaurus, en vez de Rhomaleosaurus. Fraas (1910) reconoció a ambos nombres genéricos en sus descripción original de R. victor (ahora Meyerasaurus), pero lo refirió a la nueva especie "Thaumatosaurus" victor. Muchos otros investigadores adoptaron el nombre "Thaumatosaurus". Hoy en día este taxón es considerado como un nomen dubium debido a que su holotipo puede como mucho ser clasificado como un Pliosauroidea indeterminado. Los especímenes que fueron previamente considerados como ejemplares de Thaumatosaurus, ahora representan los holotipos de Eurycleidus, Meyerasaurus y Rhomaleosaurus.

## Filogenia
Smith & Dyke, 2008 redescribieron el cráneo de R. cramptoni después de su preparación final. Tanto Rhomaleosauridae como Pliosauridae fueron recuperados como monofiléticos, y se examinaron las relaciones entre las especies de Rhomaleosaurus. El cladograma siguiente se basa en Smith & Dyke, 2008.
|  | WARWKS G10875 |
|  | |
|  | \| \| "Rhomaleosaurus" megacephalus (holotipo) \| \| \| \| \| \| "Rhomaleosaurus" megacephalus (neotipo) \| \| \| \| \| \| NMING F8749 \| \| \| \| \| \| NMING F10194 \| \| \| \| \| \| Eurycleidus \| \| \| \| |
|  | |
|  | "Rhomaleosaurus" megacephalus (holotipo) |
|  | |
|  | "Rhomaleosaurus" megacephalus (neotipo) |
|  | |
|  | NMING F8749 |
|  | |
|  | NMING F10194 |
|  | |
|  | Eurycleidus |
|  | |

|  | "Rhomaleosaurus" megacephalus (holotipo) |
|  |                                          |
|  | "Rhomaleosaurus" megacephalus (neotipo)  |
|  |                                          |
|  | NMING F8749                              |
|  |                                          |
|  | NMING F10194                             |
|  |                                          |
|  | Eurycleidus                              |
|  |                                          |

|  | WARWKS G10875 |
|  | |
|  | \| \| "Rhomaleosaurus" megacephalus (holotipo) \| \| \| \| \| \| "Rhomaleosaurus" megacephalus (neotipo) \| \| \| \| \| \| NMING F8749 \| \| \| \| \| \| NMING F10194 \| \| \| \| \| \| Eurycleidus \| \| \| \| |
|  | |
|  | "Rhomaleosaurus" megacephalus (holotipo) |
|  | |
|  | "Rhomaleosaurus" megacephalus (neotipo) |
|  | |
|  | NMING F8749 |
|  | |
|  | NMING F10194 |
|  | |
|  | Eurycleidus |
|  | |

|  | "Rhomaleosaurus" megacephalus (holotipo) |
|  |                                          |
|  | "Rhomaleosaurus" megacephalus (neotipo)  |
|  |                                          |
|  | NMING F8749                              |
|  |                                          |
|  | NMING F10194                             |
|  |                                          |
|  | Eurycleidus                              |
|  |                                          |

|  | R. propinquus                                                 |
|  |                                                               |
|  | R. zetlandicus                                                |
|  |                                                               |
|  | \| \| R. cramptoni \| \| \| \| \| \| R. thorntoni \| \| \| \| |
|  |                                                               |
|  | R. cramptoni                                                  |
|  |                                                               |
|  | R. thorntoni                                                  |
|  |                                                               |

|  | R. cramptoni |
|  |              |
|  | R. thorntoni |
|  |              |

|  | R. propinquus                                                 |
|  |                                                               |
|  | R. zetlandicus                                                |
|  |                                                               |
|  | \| \| R. cramptoni \| \| \| \| \| \| R. thorntoni \| \| \| \| |
|  |                                                               |
|  | R. cramptoni                                                  |
|  |                                                               |
|  | R. thorntoni                                                  |
|  |                                                               |

|  | R. cramptoni |
|  |              |
|  | R. thorntoni |
|  |              |

|  | R. propinquus                                                 |
|  |                                                               |
|  | R. zetlandicus                                                |
|  |                                                               |
|  | \| \| R. cramptoni \| \| \| \| \| \| R. thorntoni \| \| \| \| |
|  |                                                               |
|  | R. cramptoni                                                  |
|  |                                                               |
|  | R. thorntoni                                                  |
|  |                                                               |

|  | R. cramptoni |
|  |              |
|  | R. thorntoni |
|  |              |

|  | R. propinquus                                                 |
|  |                                                               |
|  | R. zetlandicus                                                |
|  |                                                               |
|  | \| \| R. cramptoni \| \| \| \| \| \| R. thorntoni \| \| \| \| |
|  |                                                               |
|  | R. cramptoni                                                  |
|  |                                                               |
|  | R. thorntoni                                                  |
|  |                                                               |

|  | R. cramptoni |
|  |              |
|  | R. thorntoni |
|  |              |

|  | R. propinquus                                                 |
|  |                                                               |
|  | R. zetlandicus                                                |
|  |                                                               |
|  | \| \| R. cramptoni \| \| \| \| \| \| R. thorntoni \| \| \| \| |
|  |                                                               |
|  | R. cramptoni                                                  |
|  |                                                               |
|  | R. thorntoni                                                  |
|  |                                                               |

|  | R. cramptoni |
|  |              |
|  | R. thorntoni |
|  |              |

|  | R. propinquus                                                 |
|  |                                                               |
|  | R. zetlandicus                                                |
|  |                                                               |
|  | \| \| R. cramptoni \| \| \| \| \| \| R. thorntoni \| \| \| \| |
|  |                                                               |
|  | R. cramptoni                                                  |
|  |                                                               |
|  | R. thorntoni                                                  |
|  |                                                               |

|  | R. cramptoni |
|  |              |
|  | R. thorntoni |
|  |              |

|  | R. propinquus                                                 |
|  |                                                               |
|  | R. zetlandicus                                                |
|  |                                                               |
|  | \| \| R. cramptoni \| \| \| \| \| \| R. thorntoni \| \| \| \| |
|  |                                                               |
|  | R. cramptoni                                                  |
|  |                                                               |
|  | R. thorntoni                                                  |
|  |                                                               |

|  | R. cramptoni |
|  |              |
|  | R. thorntoni |
|  |              |

|  | R. propinquus                                                 |
|  |                                                               |
|  | R. zetlandicus                                                |
|  |                                                               |
|  | \| \| R. cramptoni \| \| \| \| \| \| R. thorntoni \| \| \| \| |
|  |                                                               |
|  | R. cramptoni                                                  |
|  |                                                               |
|  | R. thorntoni                                                  |
|  |                                                               |

|  | R. cramptoni |
|  |              |
|  | R. thorntoni |
|  |              |

|  | WARWKS G10875 |
|  | |
|  | \| \| "Rhomaleosaurus" megacephalus (holotipo) \| \| \| \| \| \| "Rhomaleosaurus" megacephalus (neotipo) \| \| \| \| \| \| NMING F8749 \| \| \| \| \| \| NMING F10194 \| \| \| \| \| \| Eurycleidus \| \| \| \| |
|  | |
|  | "Rhomaleosaurus" megacephalus (holotipo) |
|  | |
|  | "Rhomaleosaurus" megacephalus (neotipo) |
|  | |
|  | NMING F8749 |
|  | |
|  | NMING F10194 |
|  | |
|  | Eurycleidus |
|  | |

|  | "Rhomaleosaurus" megacephalus (holotipo) |
|  |                                          |
|  | "Rhomaleosaurus" megacephalus (neotipo)  |
|  |                                          |
|  | NMING F8749                              |
|  |                                          |
|  | NMING F10194                             |
|  |                                          |
|  | Eurycleidus                              |
|  |                                          |

|  | WARWKS G10875 |
|  | |
|  | \| \| "Rhomaleosaurus" megacephalus (holotipo) \| \| \| \| \| \| "Rhomaleosaurus" megacephalus (neotipo) \| \| \| \| \| \| NMING F8749 \| \| \| \| \| \| NMING F10194 \| \| \| \| \| \| Eurycleidus \| \| \| \| |
|  | |
|  | "Rhomaleosaurus" megacephalus (holotipo) |
|  | |
|  | "Rhomaleosaurus" megacephalus (neotipo) |
|  | |
|  | NMING F8749 |
|  | |
|  | NMING F10194 |
|  | |
|  | Eurycleidus |
|  | |

|  | "Rhomaleosaurus" megacephalus (holotipo) |
|  |                                          |
|  | "Rhomaleosaurus" megacephalus (neotipo)  |
|  |                                          |
|  | NMING F8749                              |
|  |                                          |
|  | NMING F10194                             |
|  |                                          |
|  | Eurycleidus                              |
|  |                                          |

|  | R. propinquus                                                 |
|  |                                                               |
|  | R. zetlandicus                                                |
|  |                                                               |
|  | \| \| R. cramptoni \| \| \| \| \| \| R. thorntoni \| \| \| \| |
|  |                                                               |
|  | R. cramptoni                                                  |
|  |                                                               |
|  | R. thorntoni                                                  |
|  |                                                               |

|  | R. cramptoni |
|  |              |
|  | R. thorntoni |
|  |              |

|  | R. propinquus                                                 |
|  |                                                               |
|  | R. zetlandicus                                                |
|  |                                                               |
|  | \| \| R. cramptoni \| \| \| \| \| \| R. thorntoni \| \| \| \| |
|  |                                                               |
|  | R. cramptoni                                                  |
|  |                                                               |
|  | R. thorntoni                                                  |
|  |                                                               |

|  | R. cramptoni |
|  |              |
|  | R. thorntoni |
|  |              |

|  | R. propinquus                                                 |
|  |                                                               |
|  | R. zetlandicus                                                |
|  |                                                               |
|  | \| \| R. cramptoni \| \| \| \| \| \| R. thorntoni \| \| \| \| |
|  |                                                               |
|  | R. cramptoni                                                  |
|  |                                                               |
|  | R. thorntoni                                                  |
|  |                                                               |

|  | R. cramptoni |
|  |              |
|  | R. thorntoni |
|  |              |

|  | R. propinquus                                                 |
|  |                                                               |
|  | R. zetlandicus                                                |
|  |                                                               |
|  | \| \| R. cramptoni \| \| \| \| \| \| R. thorntoni \| \| \| \| |
|  |                                                               |
|  | R. cramptoni                                                  |
|  |                                                               |
|  | R. thorntoni                                                  |
|  |                                                               |

|  | R. cramptoni |
|  |              |
|  | R. thorntoni |
|  |              |

|  | R. propinquus                                                 |
|  |                                                               |
|  | R. zetlandicus                                                |
|  |                                                               |
|  | \| \| R. cramptoni \| \| \| \| \| \| R. thorntoni \| \| \| \| |
|  |                                                               |
|  | R. cramptoni                                                  |
|  |                                                               |
|  | R. thorntoni                                                  |
|  |                                                               |

|  | R. cramptoni |
|  |              |
|  | R. thorntoni |
|  |              |

|  | R. propinquus                                                 |
|  |                                                               |
|  | R. zetlandicus                                                |
|  |                                                               |
|  | \| \| R. cramptoni \| \| \| \| \| \| R. thorntoni \| \| \| \| |
|  |                                                               |
|  | R. cramptoni                                                  |
|  |                                                               |
|  | R. thorntoni                                                  |
|  |                                                               |

|  | R. cramptoni |
|  |              |
|  | R. thorntoni |
|  |              |

|  | R. propinquus                                                 |
|  |                                                               |
|  | R. zetlandicus                                                |
|  |                                                               |
|  | \| \| R. cramptoni \| \| \| \| \| \| R. thorntoni \| \| \| \| |
|  |                                                               |
|  | R. cramptoni                                                  |
|  |                                                               |
|  | R. thorntoni                                                  |
|  |                                                               |

|  | R. cramptoni |
|  |              |
|  | R. thorntoni |
|  |              |

|  | R. propinquus                                                 |
|  |                                                               |
|  | R. zetlandicus                                                |
|  |                                                               |
|  | \| \| R. cramptoni \| \| \| \| \| \| R. thorntoni \| \| \| \| |
|  |                                                               |
|  | R. cramptoni                                                  |
|  |                                                               |
|  | R. thorntoni                                                  |
|  |                                                               |

|  | R. cramptoni |
|  |              |
|  | R. thorntoni |
|  |              |

|  | WARWKS G10875 |
|  | |
|  | \| \| "Rhomaleosaurus" megacephalus (holotipo) \| \| \| \| \| \| "Rhomaleosaurus" megacephalus (neotipo) \| \| \| \| \| \| NMING F8749 \| \| \| \| \| \| NMING F10194 \| \| \| \| \| \| Eurycleidus \| \| \| \| |
|  | |
|  | "Rhomaleosaurus" megacephalus (holotipo) |
|  | |
|  | "Rhomaleosaurus" megacephalus (neotipo) |
|  | |
|  | NMING F8749 |
|  | |
|  | NMING F10194 |
|  | |
|  | Eurycleidus |
|  | |

|  | "Rhomaleosaurus" megacephalus (holotipo) |
|  |                                          |
|  | "Rhomaleosaurus" megacephalus (neotipo)  |
|  |                                          |
|  | NMING F8749                              |
|  |                                          |
|  | NMING F10194                             |
|  |                                          |
|  | Eurycleidus                              |
|  |                                          |

|  | WARWKS G10875 |
|  | |
|  | \| \| "Rhomaleosaurus" megacephalus (holotipo) \| \| \| \| \| \| "Rhomaleosaurus" megacephalus (neotipo) \| \| \| \| \| \| NMING F8749 \| \| \| \| \| \| NMING F10194 \| \| \| \| \| \| Eurycleidus \| \| \| \| |
|  | |
|  | "Rhomaleosaurus" megacephalus (holotipo) |
|  | |
|  | "Rhomaleosaurus" megacephalus (neotipo) |
|  | |
|  | NMING F8749 |
|  | |
|  | NMING F10194 |
|  | |
|  | Eurycleidus |
|  | |

|  | "Rhomaleosaurus" megacephalus (holotipo) |
|  |                                          |
|  | "Rhomaleosaurus" megacephalus (neotipo)  |
|  |                                          |
|  | NMING F8749                              |
|  |                                          |
|  | NMING F10194                             |
|  |                                          |
|  | Eurycleidus                              |
|  |                                          |

|  | R. propinquus                                                 |
|  |                                                               |
|  | R. zetlandicus                                                |
|  |                                                               |
|  | \| \| R. cramptoni \| \| \| \| \| \| R. thorntoni \| \| \| \| |
|  |                                                               |
|  | R. cramptoni                                                  |
|  |                                                               |
|  | R. thorntoni                                                  |
|  |                                                               |

|  | R. cramptoni |
|  |              |
|  | R. thorntoni |
|  |              |

|  | R. propinquus                                                 |
|  |                                                               |
|  | R. zetlandicus                                                |
|  |                                                               |
|  | \| \| R. cramptoni \| \| \| \| \| \| R. thorntoni \| \| \| \| |
|  |                                                               |
|  | R. cramptoni                                                  |
|  |                                                               |
|  | R. thorntoni                                                  |
|  |                                                               |

|  | R. cramptoni |
|  |              |
|  | R. thorntoni |
|  |              |

|  | R. propinquus                                                 |
|  |                                                               |
|  | R. zetlandicus                                                |
|  |                                                               |
|  | \| \| R. cramptoni \| \| \| \| \| \| R. thorntoni \| \| \| \| |
|  |                                                               |
|  | R. cramptoni                                                  |
|  |                                                               |
|  | R. thorntoni                                                  |
|  |                                                               |

|  | R. cramptoni |
|  |              |
|  | R. thorntoni |
|  |              |

|  | R. propinquus                                                 |
|  |                                                               |
|  | R. zetlandicus                                                |
|  |                                                               |
|  | \| \| R. cramptoni \| \| \| \| \| \| R. thorntoni \| \| \| \| |
|  |                                                               |
|  | R. cramptoni                                                  |
|  |                                                               |
|  | R. thorntoni                                                  |
|  |                                                               |

|  | R. cramptoni |
|  |              |
|  | R. thorntoni |
|  |              |

|  | R. propinquus                                                 |
|  |                                                               |
|  | R. zetlandicus                                                |
|  |                                                               |
|  | \| \| R. cramptoni \| \| \| \| \| \| R. thorntoni \| \| \| \| |
|  |                                                               |
|  | R. cramptoni                                                  |
|  |                                                               |
|  | R. thorntoni                                                  |
|  |                                                               |

|  | R. cramptoni |
|  |              |
|  | R. thorntoni |
|  |              |

|  | R. propinquus                                                 |
|  |                                                               |
|  | R. zetlandicus                                                |
|  |                                                               |
|  | \| \| R. cramptoni \| \| \| \| \| \| R. thorntoni \| \| \| \| |
|  |                                                               |
|  | R. cramptoni                                                  |
|  |                                                               |
|  | R. thorntoni                                                  |
|  |                                                               |

|  | R. cramptoni |
|  |              |
|  | R. thorntoni |
|  |              |

|  | R. propinquus                                                 |
|  |                                                               |
|  | R. zetlandicus                                                |
|  |                                                               |
|  | \| \| R. cramptoni \| \| \| \| \| \| R. thorntoni \| \| \| \| |
|  |                                                               |
|  | R. cramptoni                                                  |
|  |                                                               |
|  | R. thorntoni                                                  |
|  |                                                               |

|  | R. cramptoni |
|  |              |
|  | R. thorntoni |
|  |              |

|  | R. propinquus                                                 |
|  |                                                               |
|  | R. zetlandicus                                                |
|  |                                                               |
|  | \| \| R. cramptoni \| \| \| \| \| \| R. thorntoni \| \| \| \| |
|  |                                                               |
|  | R. cramptoni                                                  |
|  |                                                               |
|  | R. thorntoni                                                  |
|  |                                                               |

|  | R. cramptoni |
|  |              |
|  | R. thorntoni |
|  |              |

|  | WARWKS G10875 |
|  | |
|  | \| \| "Rhomaleosaurus" megacephalus (holotipo) \| \| \| \| \| \| "Rhomaleosaurus" megacephalus (neotipo) \| \| \| \| \| \| NMING F8749 \| \| \| \| \| \| NMING F10194 \| \| \| \| \| \| Eurycleidus \| \| \| \| |
|  | |
|  | "Rhomaleosaurus" megacephalus (holotipo) |
|  | |
|  | "Rhomaleosaurus" megacephalus (neotipo) |
|  | |
|  | NMING F8749 |
|  | |
|  | NMING F10194 |
|  | |
|  | Eurycleidus |
|  | |

|  | "Rhomaleosaurus" megacephalus (holotipo) |
|  |                                          |
|  | "Rhomaleosaurus" megacephalus (neotipo)  |
|  |                                          |
|  | NMING F8749                              |
|  |                                          |
|  | NMING F10194                             |
|  |                                          |
|  | Eurycleidus                              |
|  |                                          |

|  | WARWKS G10875 |
|  | |
|  | \| \| "Rhomaleosaurus" megacephalus (holotipo) \| \| \| \| \| \| "Rhomaleosaurus" megacephalus (neotipo) \| \| \| \| \| \| NMING F8749 \| \| \| \| \| \| NMING F10194 \| \| \| \| \| \| Eurycleidus \| \| \| \| |
|  | |
|  | "Rhomaleosaurus" megacephalus (holotipo) |
|  | |
|  | "Rhomaleosaurus" megacephalus (neotipo) |
|  | |
|  | NMING F8749 |
|  | |
|  | NMING F10194 |
|  | |
|  | Eurycleidus |
|  | |

|  | "Rhomaleosaurus" megacephalus (holotipo) |
|  |                                          |
|  | "Rhomaleosaurus" megacephalus (neotipo)  |
|  |                                          |
|  | NMING F8749                              |
|  |                                          |
|  | NMING F10194                             |
|  |                                          |
|  | Eurycleidus                              |
|  |                                          |

|  | R. propinquus                                                 |
|  |                                                               |
|  | R. zetlandicus                                                |
|  |                                                               |
|  | \| \| R. cramptoni \| \| \| \| \| \| R. thorntoni \| \| \| \| |
|  |                                                               |
|  | R. cramptoni                                                  |
|  |                                                               |
|  | R. thorntoni                                                  |
|  |                                                               |

|  | R. cramptoni |
|  |              |
|  | R. thorntoni |
|  |              |

|  | R. propinquus                                                 |
|  |                                                               |
|  | R. zetlandicus                                                |
|  |                                                               |
|  | \| \| R. cramptoni \| \| \| \| \| \| R. thorntoni \| \| \| \| |
|  |                                                               |
|  | R. cramptoni                                                  |
|  |                                                               |
|  | R. thorntoni                                                  |
|  |                                                               |

|  | R. cramptoni |
|  |              |
|  | R. thorntoni |
|  |              |

|  | R. propinquus                                                 |
|  |                                                               |
|  | R. zetlandicus                                                |
|  |                                                               |
|  | \| \| R. cramptoni \| \| \| \| \| \| R. thorntoni \| \| \| \| |
|  |                                                               |
|  | R. cramptoni                                                  |
|  |                                                               |
|  | R. thorntoni                                                  |
|  |                                                               |

|  | R. cramptoni |
|  |              |
|  | R. thorntoni |
|  |              |

|  | R. propinquus                                                 |
|  |                                                               |
|  | R. zetlandicus                                                |
|  |                                                               |
|  | \| \| R. cramptoni \| \| \| \| \| \| R. thorntoni \| \| \| \| |
|  |                                                               |
|  | R. cramptoni                                                  |
|  |                                                               |
|  | R. thorntoni                                                  |
|  |                                                               |

|  | R. cramptoni |
|  |              |
|  | R. thorntoni |
|  |              |

|  | R. propinquus                                                 |
|  |                                                               |
|  | R. zetlandicus                                                |
|  |                                                               |
|  | \| \| R. cramptoni \| \| \| \| \| \| R. thorntoni \| \| \| \| |
|  |                                                               |
|  | R. cramptoni                                                  |
|  |                                                               |
|  | R. thorntoni                                                  |
|  |                                                               |

|  | R. cramptoni |
|  |              |
|  | R. thorntoni |
|  |              |

|  | R. propinquus                                                 |
|  |                                                               |
|  | R. zetlandicus                                                |
|  |                                                               |
|  | \| \| R. cramptoni \| \| \| \| \| \| R. thorntoni \| \| \| \| |
|  |                                                               |
|  | R. cramptoni                                                  |
|  |                                                               |
|  | R. thorntoni                                                  |
|  |                                                               |

|  | R. cramptoni |
|  |              |
|  | R. thorntoni |
|  |              |

|  | R. propinquus                                                 |
|  |                                                               |
|  | R. zetlandicus                                                |
|  |                                                               |
|  | \| \| R. cramptoni \| \| \| \| \| \| R. thorntoni \| \| \| \| |
|  |                                                               |
|  | R. cramptoni                                                  |
|  |                                                               |
|  | R. thorntoni                                                  |
|  |                                                               |

|  | R. cramptoni |
|  |              |
|  | R. thorntoni |
|  |              |

|  | R. propinquus                                                 |
|  |                                                               |
|  | R. zetlandicus                                                |
|  |                                                               |
|  | \| \| R. cramptoni \| \| \| \| \| \| R. thorntoni \| \| \| \| |
|  |                                                               |
|  | R. cramptoni                                                  |
|  |                                                               |
|  | R. thorntoni                                                  |
|  |                                                               |

|  | R. cramptoni |
|  |              |
|  | R. thorntoni |
|  |              |

## Paleobiología
Rhomaleosaurus puede haber sido capaz de captar olores mientras estaba sumergido, forzando el agua a través de pasajes en su cráneo que contenían los órganos sensoriales. Esta adaptación le pudo haber permitido cazar a sus presas en forma similar a algunas especies actuales de tiburones.